# Apozomus pellew
Apozomus pellew är en spindeldjursart som beskrevs av Harvey 1992. Apozomus pellew ingår i släktet Apozomus och familjen Hubbardiidae. Inga underarter finns listade i Catalogue of Life.